# Different Class
| 전문가 평가       | 전문가 평가 |
| 평가 점수         | 평가 점수   |
| 출처              | 점수        |
| ----------------- | ----------- |
| AllMusic          | [ 3 ]       |
| Chicago Tribune   | [ 4 ]       |
| The Guardian      | [ 5 ]       |
| Los Angeles Times | [ 6 ]       |
| NME               | 8/10        |
| Pitchfork         | 9.3/10      |
| Q                 | [ 9 ]       |
| Rolling Stone     | [ 10 ]      |
| Spin              | 9/10        |
| The Village Voice | A−          |

《Different Class》는 1995년 10월 30일, 아일랜드 레코드에서 발매한 영국의 록 밴드 펄프의 다섯 번째 스튜디오 음반이다.
이 음반은 영국 음반 차트에서 1위를 차지하며, 1996년 머큐리상을 수상하는 등 비평적이고, 상업적인 성공을 거두었다. 4차례 플래티넘 인증을 받았으며, 2020년 현재 영국에서 133만 장이 팔렸다. 2013년 《NME》는 이 음반을 역사상 가장 위대한 음반 500장 중 6위로 선정했다.

## 배경 및 발매
이 음반은 브릿팝이 한창일 때 영국에서 발매되었다. 이는 지난해 그들의 획기적인 음반 《His 'n' Hers》의 성공에 이은 것이다. 음반에 수록된 싱글 중 두 곡인 〈Common People〉(영국 싱글 차트 2위)과 〈Disco 2000〉(7위)이 특히 눈에 띄며 펄프가 전국적인 명성을 얻는 데 일조했다. 2006년 9월 11일 《Different Class》의 "디럭스 에디션"이 출시되었다. B-사이드, 데모 및 희귀성으로 구성된 두 번째 디스크가 포함되어 있다.
1990년대 초 런던의 리젠트가에 있는 이브스 클럽에서 열린 클럽 나이트인 스매싱의 프런트맨 자비스 코커에게 이 타이틀에 대한 영감이 떠올랐다. 코커에게는 "different class(다른 계급)"이라는 문구를 사용하여 "그들만의 계급"이라는 것을 묘사하는 친구가 있었다. 코커는 음반에 수록된 일부 곡의 주제였던 영국 사회 계급 시스템을 암시하는 이중적인 의미를 좋아했다. 음반 뒷면에 있는 메시지에서도 이 아이디어를 언급한다.
"We don't want no trouble, we just want the right to be different. That's all.
(우리는 아무런 문제가 없는 것이 아니라 다른 권리를 원할 뿐입니다. 그게 다입니다.)"

## 커버 아트
슬리브 디자인은 블루 소스에서 만들었다. CD와 바이닐 음반의 초기 복사본에는 대체 커버 아트의 양면 삽입물 6장과 "자신의 앞표지를 선택하라"고 청자를 초대하는 스티커가 붙어 있었다. 그 이후의 모든 표준 사본에서 이 12개의 개별 커버가 CD 부클렛을 구성하고 실제 커버로 웨딩 사진을 사용했다.

## 상업적 성과
1996년 9월까지 전 세계 판매량은 미국 내 4만장을 포함해 150만장으로 추산됐다. 이 음반은 영국에서 쿼드러플 플래티넘 인증을 받았으며, 2020년 9월 현재 물리, 디지털, 스트리밍 등가 판매량이 133만 장으로 그 중 10분의 1이 판매 첫 주에 판매되었다. 발매 2주째 되던 해, 이 음반은 영국에서 플래티넘 인증을 받았으며, 30만 장이 팔렸다.

## 곡 목록
모든 곡들은 특별한 언급이 없는 한 자비스 코커, 닉 뱅크스, 스티브 매키, 러셀 시니어, 칸디다 도일 그리고 마크 웨버에 의해 작사/작곡하였다.
| #   | 제목                                  | 작사·작곡                        | 재생 시간 |
| --- | ------------------------------------- | -------------------------------- | --------- |
| 1.  | 〈Mis-Shapes〉                        |                                  | 3:46      |
| 2.  | 〈Pencil Skirt〉                      |                                  | 3:11      |
| 3.  | 〈Common People〉                     | 코커, 뱅크스, 매키, 시니어, 도일 | 5:50      |
| 4.  | 〈I Spy〉                             |                                  | 5:55      |
| 5.  | 〈Disco 2000〉                        |                                  | 4:33      |
| 6.  | 〈Live Bed Show〉                     |                                  | 3:29      |
| 7.  | 〈Something Changed〉                 |                                  | 3:18      |
| 8.  | 〈Sorted for E's & Wizz〉             |                                  | 3:47      |
| 9.  | 〈F.E.E.L.I.N.G.C.A.L.L.E.D.L.O.V.E〉 |                                  | 6:01      |
| 10. | 〈Underwear〉                         | 코커, 뱅크스, 매키, 시니어, 도일 | 4:06      |
| 11. | 〈Monday Morning〉                    |                                  | 4:16      |
| 12. | 〈Bar Italia〉                        |                                  | 3:42      |

## 인증
| 국가                       | 인증        | 판매량/출하량 |
| -------------------------- | ----------- | ------------- |
| 영국 (BPI)                 | 4× 플래티넘 | 1,330,000     |
| 요약                       |             |               |
| 유럽 (IFPI)                | 플래티넘    | 1,000,000*    |
| *판매량을 기반으로 한 인증 |             |               |